# Dagny Knutson
Dagny Knutson (Fayetteville (North Carolina), 18 januari 1992) is een Amerikaanse voormalige zwemster. Tijdens de wereldkampioenschappen zwemmen jeugd 2008 in het Mexicaanse Monterrey veroverde Knutson vijf wereldtitels.

## Zwemcarrière
Bij haar internationale debuut, op de wereldkampioenschappen zwemmen 2009 in Rome, vormde Knutson samen met Ariana Kukors, Alyssa Anderson en Lacey Nymeyer een team in de series, in de finale sleepten Kukors en Nymeyer samen met Dana Vollmer en Allison Schmitt de zilveren medaille in de wacht. Voor haar inspanningen in de series ontving Knutson eveneens een zilveren medaille.
Op de wereldkampioenschappen kortebaanzwemmen 2010 in Dubai strandde de Amerikaanse in de series van de 400 meter wisselslag, samen met Katie Hoff, Missy Franklin en Dana Vollmer eindigde ze als vierde op de 4x200 meter vrije slag.
In Shanghai nam Knutson deel aan de wereldkampioenschappen zwemmen 2011, op dit toernooi veroverde ze samen met Missy Franklin, Katie Hoff en Allison Schmitt de wereldtitel op de 4x200 meter vrije slag.

## Internationale toernooien
| Jaar | Olympische Spelen | WK langebaan                                        | WK kortebaan                            | PanPacs       |
| ---- | ----------------- | --------------------------------------------------- | --------------------------------------- | ------------- |
| 2009 |                   | 4x200m vrije slag · Knutson zwom enkel in de series |                                         |               |
| 2010 |                   |                                                     | 9e 400m wisselslag 4e 4x200m vrije slag | geen deelname |
| 2011 |                   | 4x200m vrije slag                                   |                                         |               |

## Persoonlijke records

### Kortebaan
| Afstand         | Tijd    | Datum            | Plaats     |
| --------------- | ------- | ---------------- | ---------- |
| 100m vrije slag | 55,35   | 20 februari 2010 | Saskatoon  |
| 200m vrije slag | 1.53,59 | 19 december 2009 | Manchester |
| 200m wisselslag | 2.13,42 | 21 februari 2010 | Saskatoon  |
| 400m wisselslag | 4.24,31 | 18 december 2009 | Manchester |

### Langebaan
| Afstand         | Tijd    | Datum          | Plaats      |
| --------------- | ------- | -------------- | ----------- |
| 100m vrije slag | 55,37   | 8 januari 2009 | Guam        |
| 200m vrije slag | 1.57,73 | 8 januari 2009 | Guam        |
| 200m wisselslag | 2.10,79 | 8 januari 2009 | Guam        |
| 400m wisselslag | 4.36,02 | 13 juni 2009   | Santa Clara |